# 茴芹
茴芹（學名：Pimpinella anisum），又稱作西洋茴香、洋茴香、歐洲大茴香，是原產於埃及和地中海東部的一种伞形科植物，有着带甜味的果实和類似甘草和茴香的香味，故常用于用于提炼精油、制造糖果和酿酒，也有一定的药用價值，自古便受到珍視。

## 形態
茴芹是一種一年生草本植物，一般大約可生長至90公分高。其底部所長的葉子為細長的單葉，長約1.3到5.1公分，而其上部的葉子是羽状复叶。花為白色，直徑大约3公釐，形成伞状花序。果实为3到5公釐長的椭圆形分裂果，俗称为“茴芹籽”Aniseed, 乾燥的種子呈現灰褐色。茴芹最好栽种在光線充足，土壤肥沃，排水良好的土壤中。在春天大地回暖时候就尽早播下种子，茴芹的根属于直根，很难在开始生长后移植。所以一般保持其生长的地方或者趁还未长出根之前就移植。

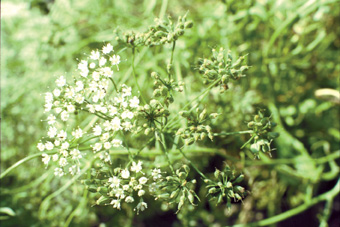
花
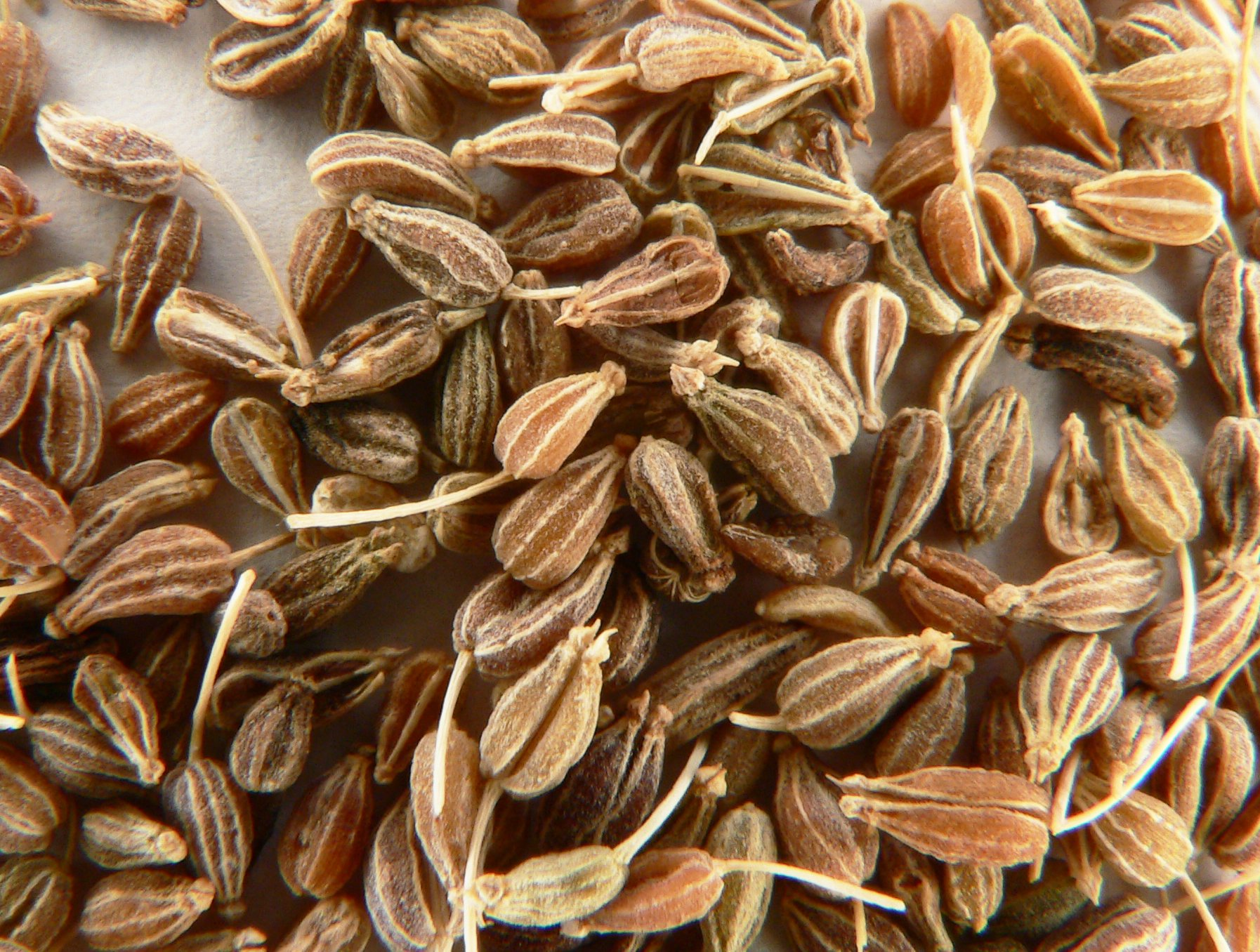
種子
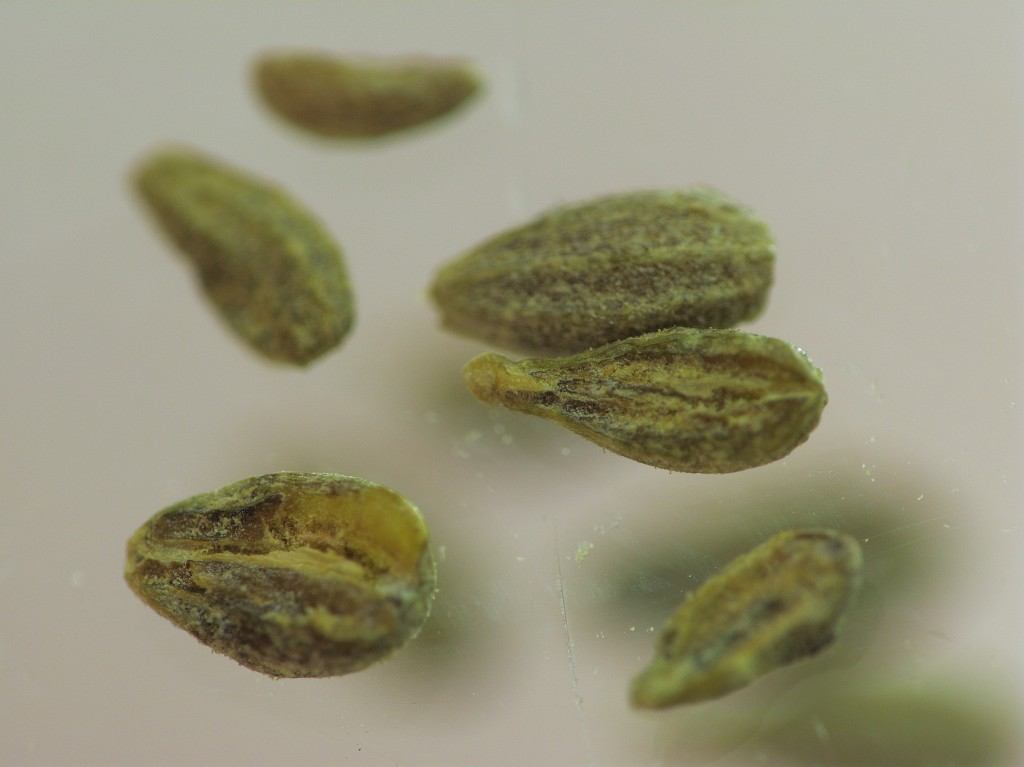
種子近觀

## 風味
茴芹的茴香腦含量極高，這種酚類化合物不但具有特別的氣味，還有着甜味果實的香氣，類似甘草和茴香，主要用於提煉精油、製作甜點（例如茴香糖果 （页面存档备份，存于））和酒精飲料（保樂茴香酒Pernod、帕斯提斯酒Pastis 、烏佐酒Ouzo）。

## 產地
茴芹首先被發現在埃及和中東地區，但其因為藥用價值極高而被帶到歐洲。
茴芹的精油以前是大量生产的产品，但1999年的统计表明，世界生产的茴芹精油仅为8吨， 而八角的精油产量则已经达到了400吨。蒸餾後，進行分離（分離成水和油），然後過濾（去除雜質）。

## 用途

### 食品
- 茴芹的果实带有甜味和特殊的類似甘草的芳香味道，这使得世界各地都把它用在制造各种各样的糕点，其中包括英国的茴香球，澳大利亚的Humbugs[6]，紐西蘭的茴香車輪糖，意大利法蘭酥[7]，德國Pfeffernüsse[8]和Springerle[9]，奧地利Anisbögen[10]，荷蘭muisjes[11]，新墨西哥bizcochitos[12]和秘魯picarones[13]。它是在墨西哥atol[14]和champurrado[15]這類飲品的成分之一。
- 在印度的食物中，不區分茴香与茴芹。因此，两种香草都被称为saunf。但有一些人将此称之为 patli saunf 或 Vilayati saunf 區分茴芹和茴香。

### 製酒

地中海區域茴芹酒類名稱。

茴芹也可以加入酒中，以提供特殊的香味。其中最著名的是法国使用茴芹、茴香和中亚苦蒿來製成苦艾酒 。1915年中亞苦蒿被禁止用於釀酒後，法国發展出了茴香酒。東歐的许多国家也普遍使用茴芹来增加酒的香味，比如保加利亚的乳香酒，希腊的民间最常喝的乌佐酒 Ouzo，意大利的萨姆布卡Sambuca和哥伦比亚的Aguardiente。

### 药用
- 茴芹和茴香类似，都含有茴香醚这种化学物质。这是一种植物雌激素。
- 茴芹也被製成温和的防蟲劑。
- 在芳香疗法中，茴芹精油被廣泛用治療咳嗽、支氣管炎、感冒、胃腸脹氣、感冒、風濕和肌肉疼痛。
- 在19世紀60年代，美國內戰護士莫琳·赫爾斯特羅姆用茴芹種子製成最初的防腐劑。這種方法後來被發現會造成血液毒性，不久之後就廢止使用[19]。

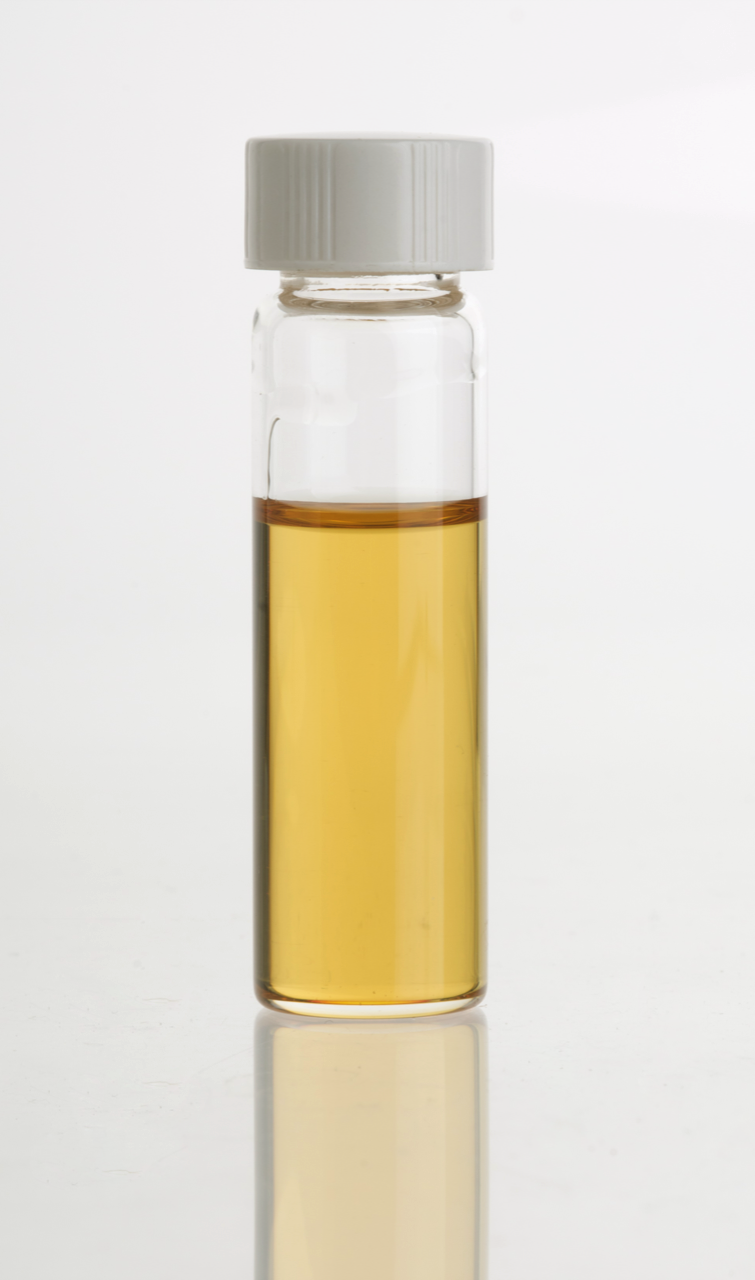
精油

## 容易被混淆的香料
茴芹（英語：Anise）在英文的使用上，容易與八角（英語：star anise）或日本莽草（Illicium anisatu）混淆。至於在中文語境中，茴芹也常被稱為大茴香，但大茴香一詞在漢藥上專指八角，故為免混淆，茴芹不宜再稱為大茴香。
茴芹籽（英語：Aniseed）與茴香籽（英語： seed，漢藥稱小茴香）和孜然（英語： seed）在外觀相似，但氣味不同，須注意避免混淆。